# Dewan Hernandez
Dewan Hernandez (Geburtsname: Dewan Huell) (* 9. Dezember 1996 in Miami, Florida) ist ein US-amerikanischer Basketballspieler.

## Laufbahn
Unter seinem Geburtsnamen Dewan Huell spielte er Basketball an der Miami Norland Senior High School und erhielt Stipendiumsangebote der University of Kansas, University of North Carolina, Florida State University, University of Florida, University of Louisville und der University of Miami. Er entschied sich zum Wechsel an letztere Hochschule und blieb somit in seiner Heimatstadt. Zwischen 2016 und 2018 wurde er in 64 Spielen eingesetzt und erzielte im Durchschnitt 8,6 Punkte sowie 4,9 Rebounds je Begegnung. Im Oktober 2018 ließ er amtlich seinen Nachnamen zu Ehren seiner Mutter Christina Hernandez von Huell zu Hernandez ändern.
Hernandez’ Name tauchte im Rahmen von Ermittlungen der US-Justiz in Unterlagen über unerlaubte Geldzahlungen an Collegespieler auf. Die NCAA und die Hochschule erteilten ihm aufgrund der laufenden Ermittlungen für die Saison 2018/19 zunächst keine Spielgenehmigung. Als die NCAA es als erwiesen ansah, dass Hernandez gegen die Bestimmungen der Hochschulliga verstoßen habe, indem er dem Erhalt monatlicher Zahlungen durch einen Spielerberater zugestimmt habe, wurde er für die verbleibende Saison 2018/19 sowie 40 Prozent der folgenden Spielzeit gesperrt. Die sportliche Führung der University of Miami nannte das NCAA-Urteil „nicht nur enttäuschend, sondern ungerecht“. Einem ESPN-Bericht zufolge gab es keine Hinweise, dass Zahlungen an Hernandez tatsächlich getätigt worden seien. Nach der Veröffentlichung des Urteils gab Hernandez Ende Januar 2019 bekannt, seine Hochschullaufbahn zu beenden und ins Profilager zu wechseln.
Beim Draftverfahren der NBA im Juni 2019 sicherte sich der amtierende Meister Toronto Raptors die Rechte an Hernandez und stattete Hernandez im Folgemonat mit einem Mehrjahresvertrag aus, ohne Einzelheiten des Arbeitspapieres zu veröffentlichen. Ende November 2020 wurde er aus dem Aufgebot Torontos gestrichen.